# Beauty and harmony
『beauty and harmony』（ビューティー・アンド・ハーモニー）は、吉田美和の1枚目のアルバムである。1995年12月18日発売。発売元はEpic/Sony Records（現・エピックレコードジャパン）。

## 概要
- アルバムの題名は名前の「美」と「和」を英訳したところから名づけられた。
- ニューヨーク・ロサンゼルスで活躍するマイケル・ブレッカーやデイヴィッド・T・ウォーカー、ラルフ・マクドナルド、チャック・レイニー、ハービー・メイソン、グレッグ・アダムスらのトップミュージシャン達と共演を果たし、マリーナ・ショウの「フー・イズ・ジス・ビッチ、エニウェイ?」とほぼ同じバックが固める。
- ほぼレコーディング時のメンバーと共に全国ツアーを行った。
- 先行シングル・リカットシングル共にシングル曲が無いにもかかわらず、売り上げはミリオンを突破している。

## 収録曲
| 全作詞・作曲: 吉田美和（※特記以外）、全編曲: 中村正人（#11のみ, 編曲: GENE PAGE、中村正人）。 |                                                         |                       |                       |      |
| #                                                                                             | タイトル                                                | 作詞                  | 作曲・編曲            | 時間 |
| 1.                                                                                            | 「beauty and harmony」                                  | 吉田美和（※特記以外） | 吉田美和（※特記以外） | 0:54 |
| 2.                                                                                            | 「つめたくしないで」                                    | 吉田美和（※特記以外） | 吉田美和（※特記以外） | 4:24 |
| 3.                                                                                            | 「泣きたい」                                            | 吉田美和（※特記以外） | 吉田美和（※特記以外） | 6:46 |
| 4.                                                                                            | 「バイバイ」                                            | 吉田美和（※特記以外） | 吉田美和（※特記以外） | 5:16 |
| 5.                                                                                            | 「パレードは行ってしまった」(※補作詞・補作曲: 中村正人) | 吉田美和（※特記以外） | 吉田美和（※特記以外） | 2:52 |
| 6.                                                                                            | 「A HAPPY GIRLIE LIFE」                                 | 吉田美和（※特記以外） | 吉田美和（※特記以外） | 4:30 |
| 7.                                                                                            | 「DARLIN」                                              | 吉田美和（※特記以外） | 吉田美和（※特記以外） | 4:09 |
| 8.                                                                                            | 「冷えたくちびる」                                      | 吉田美和（※特記以外） | 吉田美和（※特記以外） | 5:29 |
| 9.                                                                                            | 「奪取」                                                | 吉田美和（※特記以外） | 吉田美和（※特記以外） | 5:20 |
| 10.                                                                                           | 「生涯の恋人」                                          | 吉田美和（※特記以外） | 吉田美和（※特記以外） | 5:42 |
| 11.                                                                                           | 「beauty and harmony 〜reprise」                        | 吉田美和（※特記以外） | 吉田美和（※特記以外） | 1:14 |
| 合計時間:                                                                                     | 合計時間:                                               | 46:36                 |                       |      |

### 楽曲解説
1. beauty and harmony
2. つめたくしないで
3. 泣きたい
4. バイバイ
5. パレードは行ってしまった
6. A HAPPY GIRLIE LIFE
7. DARLIN
8. 冷えたくちびる
9. 奪取
10. 生涯の恋人
  - aikoが自身のラジオaikoのオールナイトニッポン.comにて、この曲をモチーフにしたコーナーを行っていた。
11. beauty and harmony 〜reprise